# Fadi Saad
Fadi Saad (arabe : فادي سعد), né en 1965, est un homme politique libanais du parti Forces libanaises.

## Biographie
Il est élu député à la Chambre des députés (Liban) lors des Élections législatives libanaises de 2018.